# 奧羅拉山
78°14′S 166°21′E / 78.233°S 166.350°E
奧羅拉山是南極洲的山峰，位於羅斯群島的布萊克島，海拔高度1,040米，以新西蘭探險隊的探險船命名，現時由南極條約體系管理。